# ویکتور شرتزینگر

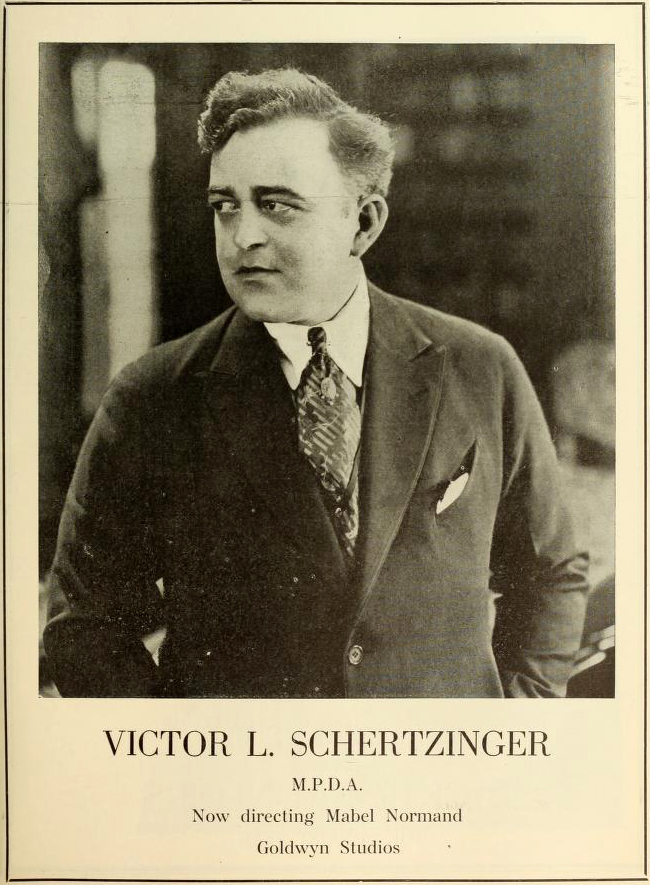

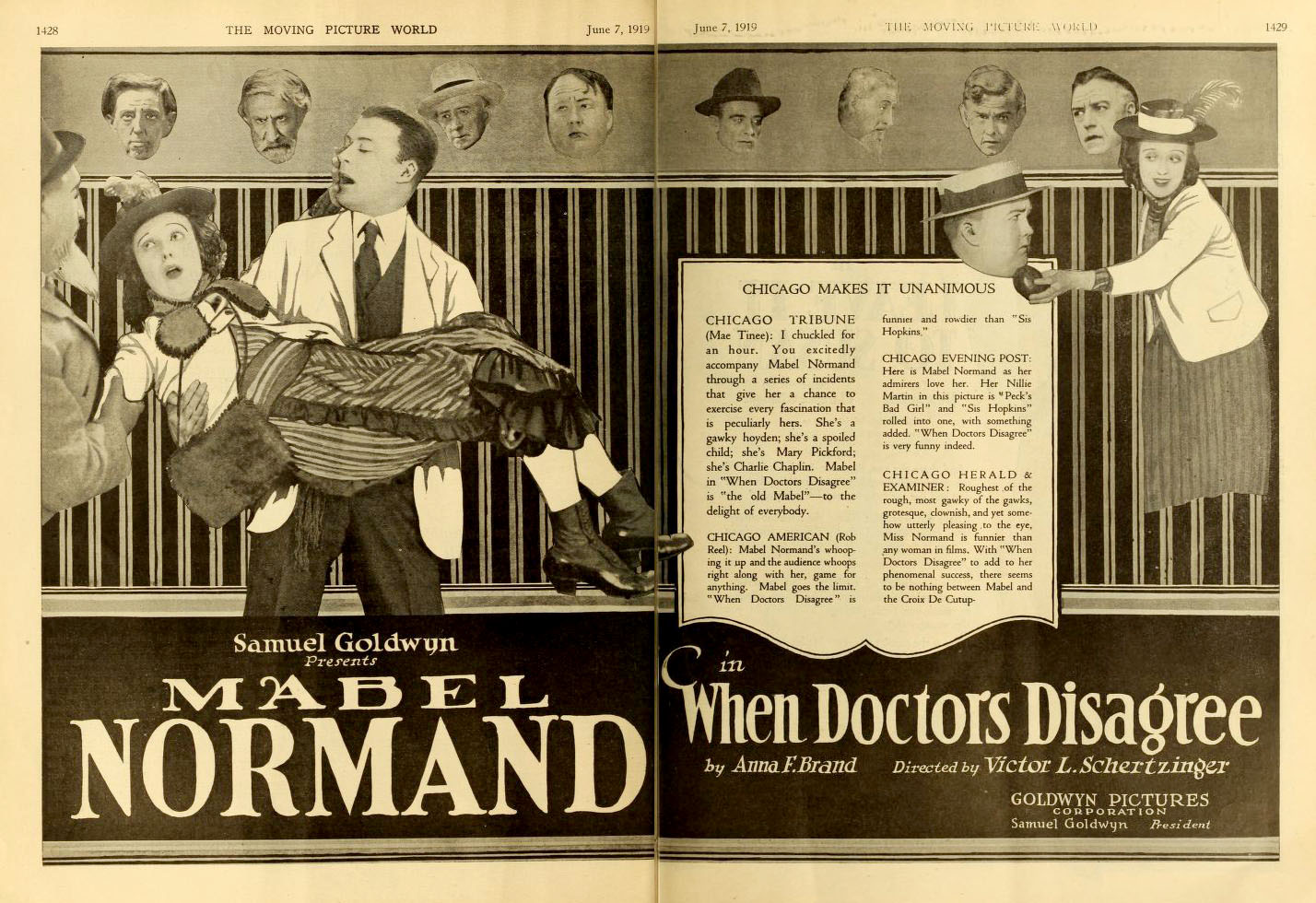

ویکتور شرتزینگر (انگلیسی: Victor Schertzinger؛ ۸ آوریل ۱۸۸۸ – ۲۶ اکتبر ۱۹۴۱) یک کارگردان، فیلم‌نامه‌نویس، تهیه‌کننده، و آهنگساز اهل ایالات متحده آمریکا بود.

## فیلم‌شناسی
The following information comes from the Internet Movie Database. All listed films were directed by Schertzinger, unless otherwise noted.
| - فاتح (۱۹۱۶) (فقط آهنگساز) - تمدن (۱۹۱۶) (فقط آهنگساز) - پینج هیتر (۱۹۱۷) - میلیونر آواره (۱۹۱۷) - The Clodhopper (1917) - ناگهان جیم (۱۹۱۷) - The Son of His Father (1917) - His Mother's Boy (1917) - The Hired Man (1918) - The Family Skeleton (1918) - Playing the Game (1918) - His Own Home Town (1918) - The Claws of the Hun (1918) - A Nine O'Clock Town (1918) (همچنین داستان) - Coals of Fire (1918) - Quicksand (1918) - String Beans (1918) - Hard Boiled (1919) - Extravagance (1919) - The Sheriff's Son (1919) - The Homebreaker (1919) - The Lady of Red Butte (1919) - زمانی که پزشکان مخالف هستند (۱۹۱۹) - Other Men's Wives (1919) - طبقه بالا (۱۹۱۹) - The Peace of Roaring River (1919) (unconfirmed) - Jinx (1919) به همراه میبل نورماند - پینتو (۱۹۲۰) (همچنین نویسنده) - The Blooming Angel (1920) - شاهدخت لاغر (۱۹۲۰) - چه اتفاقی برای رزا افتاده است (۱۹۲۰) - کنسرت (۱۹۲۱) - ساخته شده در بهشت (۱۹۲۱) - ضربان بازی (۱۹۲۱) - Head Over Heels (1922) - دختر مشروب فروش (۱۹۲۲) - Mr. Barnes of New York (1922) - Scandalous Tongues (1922) - The Kingdom Within (1922) - شیاطین دلار (۱۹۲۳) - پناه (۱۹۲۳) - جاده تنهایی (۱۹۲۳) - مرد همسایه (۱۹۲۳) - اسکارلت لیلی (۱۹۲۳) - زنده باد پادشاه (۱۹۲۳) - زندگی مرد می‌گذشت (۱۹۲۳) (همچنین نویسنده) - پاکدامنی (۱۹۲۳) - پسری از فلاندرز (۱۹۲۴) - نان (1924) - عشق شعله‌ور (۱۹۲۵) - مرد و دوشیزه (۱۹۲۵) | - چرخ (۱۹۲۵) - تندر کوهستان (۱۹۲۵) - نژاد طلایی (۱۹۲۵) - سیبری (۱۹۲۶) - لیلی (۱۹۲۶) - The Return of Peter Grimm (1926) - مرحله جنون (۱۹۲۷) - قلب سالومه (۱۹۲۷) - استودیو مخفی (۱۹۲۷) - The Showdown (1928) - Forgotten Faces (1928) - Outcast (1928) (فقط آهنگساز) - Redskin (1929) - چیزی جز حقیقت (۱۹۲۹) - The Wheel of Life (1929) - Fashions in Love (1929) (همچنین آهنگساز) - خنده بانو (۱۹۲۹) - جلوه عشق (۱۹۲۹) (فقط آهنگساز) - خیانت (۱۹۲۹) (فقط داستان) - اوج (۱۹۳۰) (فقط آهنگساز) - سایه قانون (۱۹۳۰) (فقط آهنگساز، uncredited) - Paramount on Parade (1930) (co-directed) - Safety in Numbers (1930) - Heads Up (1930) (همچنین آهنگساز) - میان زن (۱۹۳۱) - Caught Plastered (1931) (فقط آهنگساز) - Friends and Lovers (1931) (همچنین آهنگساز) - عدالت عجیب (۱۹۳۲) (همچنین آهنگساز) - بالاشهر نیویورک (۱۹۳۲) - The Constant Woman (1933) (همچنین تهیه‌کننده) - Cocktail Hour (1933) (همچنین تهیه‌کننده) - زن من (۱۹۳۳) (همچنین آهنگساز) - محبوب (۱۹۳۴) (همچنین آهنگساز) - یک شب عشق (۱۹۳۴) (نامزد جایزه اسکار بهترین کارگردانی) - Let's Live Tonight (1935) - Love Me Forever (1935) (همچنین آهنگساز و نویسنده) - The Lone Wolf Returns (1935) (همچنین آهنگساز، uncredited) - The Return of Peter Grimm (1935) (uncredited) - Don't Gamble with Love (1936) (همچنین آهنگساز) - The Music Goes 'Round (1936) (همچنین آهنگساز) - You May Be Next (1936) (همچنین آهنگساز، uncredited) - زمین بازی شیطان (۱۹۳۷) (همچنین آهنگساز، uncredited) - Something to Sing About (1937) (همچنین آهنگساز، نویسنده و تهیه‌کننده) - The Mikado (1939) - Road to Singapore (1940) - Rhythm on the River (1940) (همچنین آهنگساز) - Road to Zanzibar (1941) - بوسه خداحافظی پسران (۱۹۴۱) - Birth of the Blues (1941) - The Fleet's In (1942) |